# Great Haywood

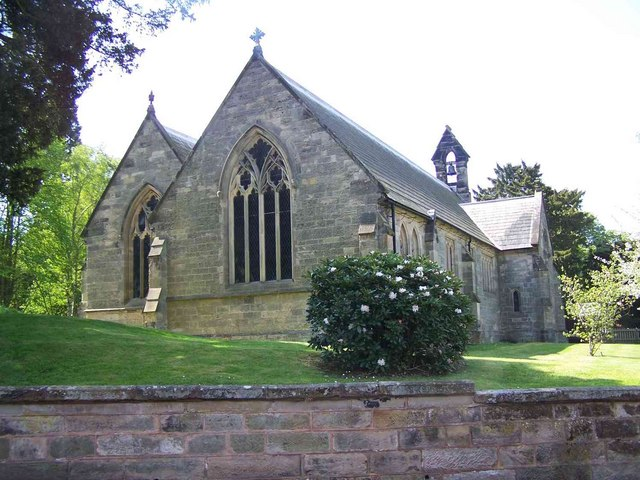
L'église anglicane de Great Haywood.

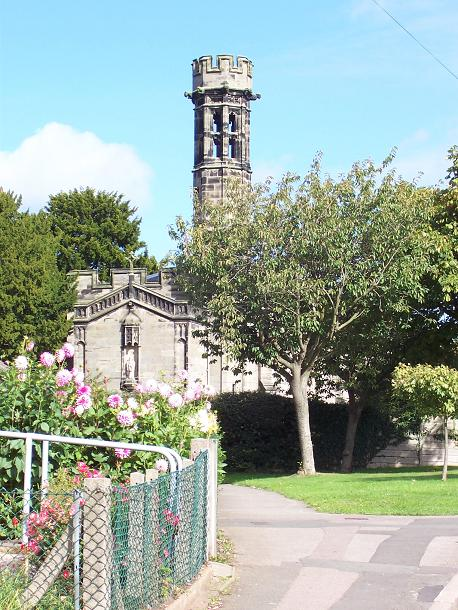
L'église catholique de Great Haywood.

Great Haywood est un village du Staffordshire, en Angleterre.
Il est situé au confluent de la Trent et de la Sow, entre Stafford et Rugeley, à environ six kilomètres de ce dernier. Le village de Little Haywood se trouve à un kilomètre au sud. C'est également à Great Haywood que le canal du Staffordshire et Worcestershire (en) rejoint le canal de Trent et Mersey.
Great Haywood possède une église anglicane dédiée à saint Étienne et une église catholique dédiée à saint Jean Baptiste.
Il s'y trouve le Shugborough Hall, où l'on peut voir l'inscription de Shugborough. 
À partir de 1887, le village est desservi par les trains de la North Staffordshire Railway (en), jusqu'à la fermeture de la gare en 1957.